# ジェイアール東日本物流
株式会社ジェイアール東日本物流（ジェイアールひがしにほんぶつりゅう、英: JR EAST LOGISTICS CO.,LTD）は、東京都墨田区に本社を置く東日本旅客鉄道（JR東日本）の物流子会社（連結子会社）。
JR東日本グループの一員であることから、駅構内や駅併設の店舗に対する食品物流業務を受託したり、首都圏と東日本各地を結ぶネットワークを有するJR東日本グループの特長を生かして地産品物流専門会社を設立、さらに、当日朝収穫された野菜を新幹線で首都圏に運ぶ試みに参画するなど、鉄道会社の物流子会社という立場を生かした取り組みを行っている。

## 歴史
前身は1949年創業の東京鉄道荷物株式会社であり、かつては国鉄の小荷物輸送を担っていたが（貨物利用運送事業）、国鉄分割民営化に伴いその事業を承継して1988年10月1日付で設立された。現在は、JR東日本の駅構内物流や鉄道資材輸送等のほか、3PL事業者として親会社以外の一般顧客からの物流業務も受託する総合物流業社となっている。

## 事業内容
- 貨物自動車運送事業
- 貨物利用運送事業
  - はこビュン Quick、事業用品・新聞の輸送の荷扱い
- 倉庫業
- 引越し業
ビューカード個人会員向けに引っ越し料金の優待割引を行っている[8]。
- 港湾荷役事業
塩浜物流センターのある東京レールセンターにて、船で搬入されたレールの陸揚げを行う。
- 荷物一時預かり業（コインロッカー、手荷物一時預かり所などの運営）
- 商品の仕分及び荷造梱包業
- 古物商
- 産業廃棄物収集運搬業
- 特定信書便事業
- 一般建設業（内装仕上工事業）
- 駐車場業
- 特定労働者派遣業
- 警備業
- 駅構内・商業施設内物流事業
東京・品川・新宿・上野・大宮・横浜駅に駅構内商業施設の商品荷受け・配送を担当する「エキロジセンター」が設置されている。
2015年より茅ケ崎駅「ラスカ茅ヶ崎」の商品搬入業務を開始[9]。

## 主な事業所
- 本社 - 東京都墨田区錦糸三丁目2番1号 アルカイースト
- 京葉流通センター - 千葉県市川市[10]
- 総合研修センター - 千葉県市川市
市川出張所（旧・市川物流センター）に併設[11][12]
- 新木場物流センター - 東京都江東区
- 狛江物流センター - 東京都狛江市
- さいたま物流センター（旧・大宮物流センター） - 埼玉県さいたま市北区
- 横浜物流センター - 神奈川県藤沢市
- 塩浜物流センター - 東京都江東区
2003年に関東用品運輸株式会社を吸収合併[13]
- 京浜物流センター - 神奈川県横浜市鶴見区
2016年大黒埠頭に開設[14]、開設当初の名称は「京浜チルドセンター」。
- 浦和物流センター - 埼玉県さいたま市桜区
JR東日本フーズ浦和工場に併設、開設当初の名称は「京浜チルドセンター」。

エキロジセンターは旧東日本キヨスク（JR東日本リテールネットを経て現・JR東日本クロスステーション）系列の東日本駅配送サービスを2007年に吸収合併、鉄道駅構内支店を経て再編
- 東京エキロジセンター（東京駅）[15]
- 新宿エキロジセンター（新宿駅）
- 上野エキロジセンター（上野駅）
- 品川エキロジセンター（品川駅）
- 大宮エキロジセンター（大宮駅）
- 横浜エキロジセンター（横浜駅）

## グループ企業
- 東北鉄道運輸
- 新潟鉄道荷物

東日本物流サービスは2022年3月1日に吸収合併された